# Башта Гварко Румбальдо
Башта Гварко Румбальдо або Бальдо Гуарко — пам'ятка архітектури національного значення України (охор. № 010071/11), що належить до комплексу пам'яток Генуезької фортеці в Судаку. Згідно з Переліком об'єктів нерухомої спадщини Судацької фортеці Національного заповідника «Софія Київська», башта має порядковий номер 18. Споруджена в 1394 році.
Знаходиться на північно-західній ділянці нижнього ярусу укріплень фортеці. Фортечна стіна на відстані 4 м від башти Джіованні Маріоні різко, під кутом близько 80° повертає на схід, потім через 15,5 м під таким же кутом — на південь і через 57 м з'єднується з баштою Гварко Румбальдо.

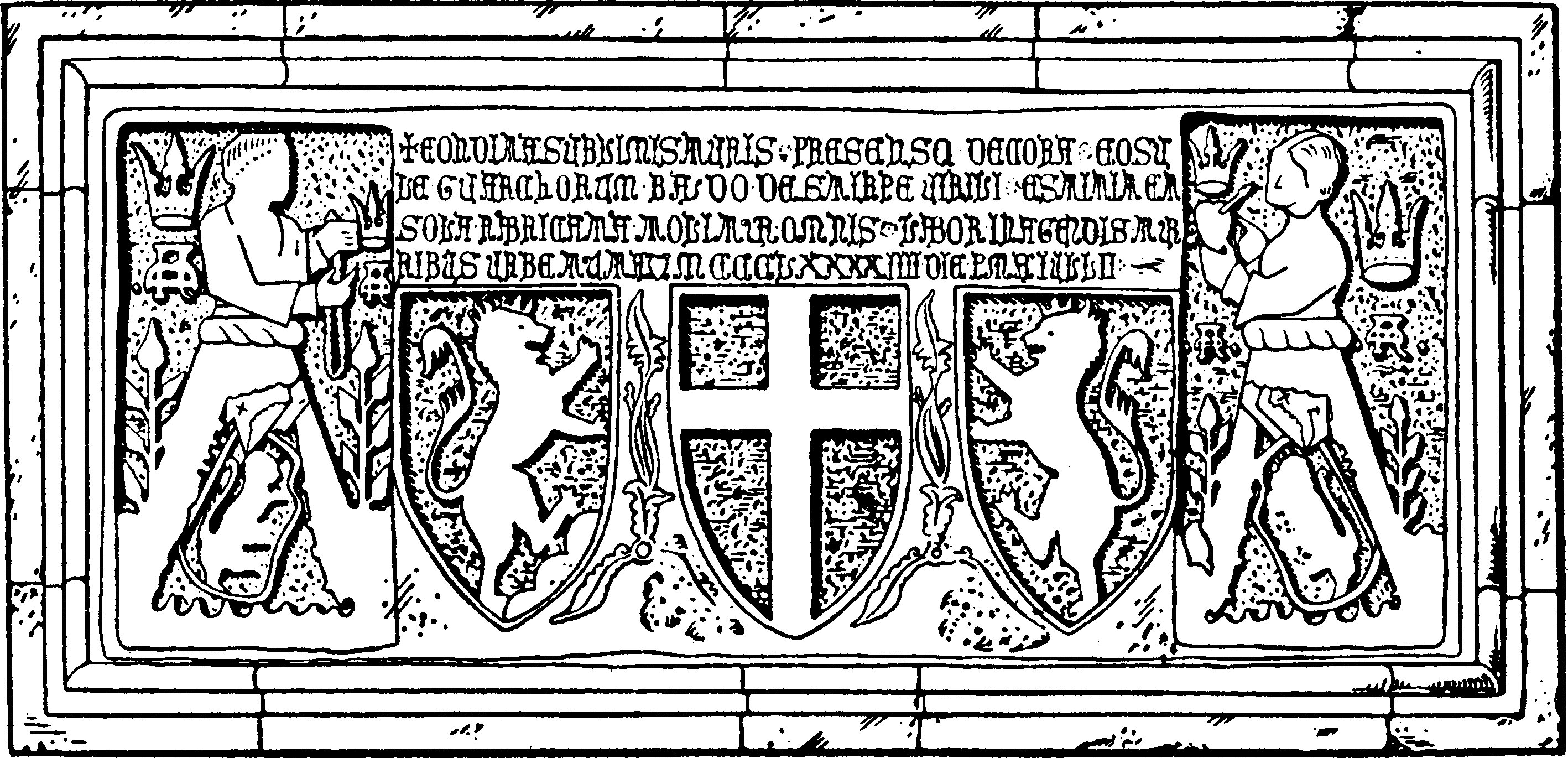
Будівельна закладна плита консула Бальдо Гварко 1394 р. Прорис М. Лапіна 1928 р.

У північну стіну вежі вмурована плита з написом латиною. Під текстом на плиті три герби на геральдичних щитах: в центрі хрест, обабіч якого зображені геральдичні леви і фігури жінок в середньовічному вбранні. Вежа триярусна, відкритого типу, має три стіни (частина південної стіни втрачена). Кладка стін з внутрішньої сторони виконана уступами, на які спиралися балки міжярусних перекриттів. У нижніх ярусах вежі — бійниці, у верхньому — вікна-амбразури, завершувалася зубцями-мерлонами, що огороджували майданчик верхнього ярусу.
У сучасній літературі зустрічаються дві назви цієї башти: Румбальдо і Бальдо — в залежності від того, чиїм перекладом напису на плиті, вставленій у вежу, керуватися. В. Н. Юргевич прочитав текст так: 
| «Ця висока вежа заснована і прикрашена консулом Гварко Румбальдо, з роду мужнього, і єдина з башт у всьому місті побудована дивовижно великою з великими зусиллями. 1394 року, першого дня липня». |
Інакше переклала цей напис О. Ч. Скржинська: 
| «Ця висока вежа була заснована і прикрашена консулом Бальдо із мужнього роду Гуарко, і після спорудження цієї єдиної (вежі) припиняється будь-яка робота зі зведення башт у всьому місті. 1394 рік, перший день липня». |
Якщо виходити з тлумачення напису О. Ч. Скржинською, зведенням башти Гварко Румбальдо завершився якийсь істотний етап у будівництві Солдайської фортеці. З напису в перекладі В. Н. Юргевича подібного висновку не випливає. Такі відмінності в перекладах (і на башті Бернардо Франко Пагана, і на башті Румбальдо-Бальдо) пояснюються як труднощами прочитання напівстертих написів, що знаходяться на значній висоті, так і складністю їх епіграфічного дослідження. Також слід мати на увазі, що деяка категоричність в заявах солдайських консулів і хвалебні епітети на власну адресу — один з прийомів звеличення власної персони.